# Vingt-six martyrs du Japon

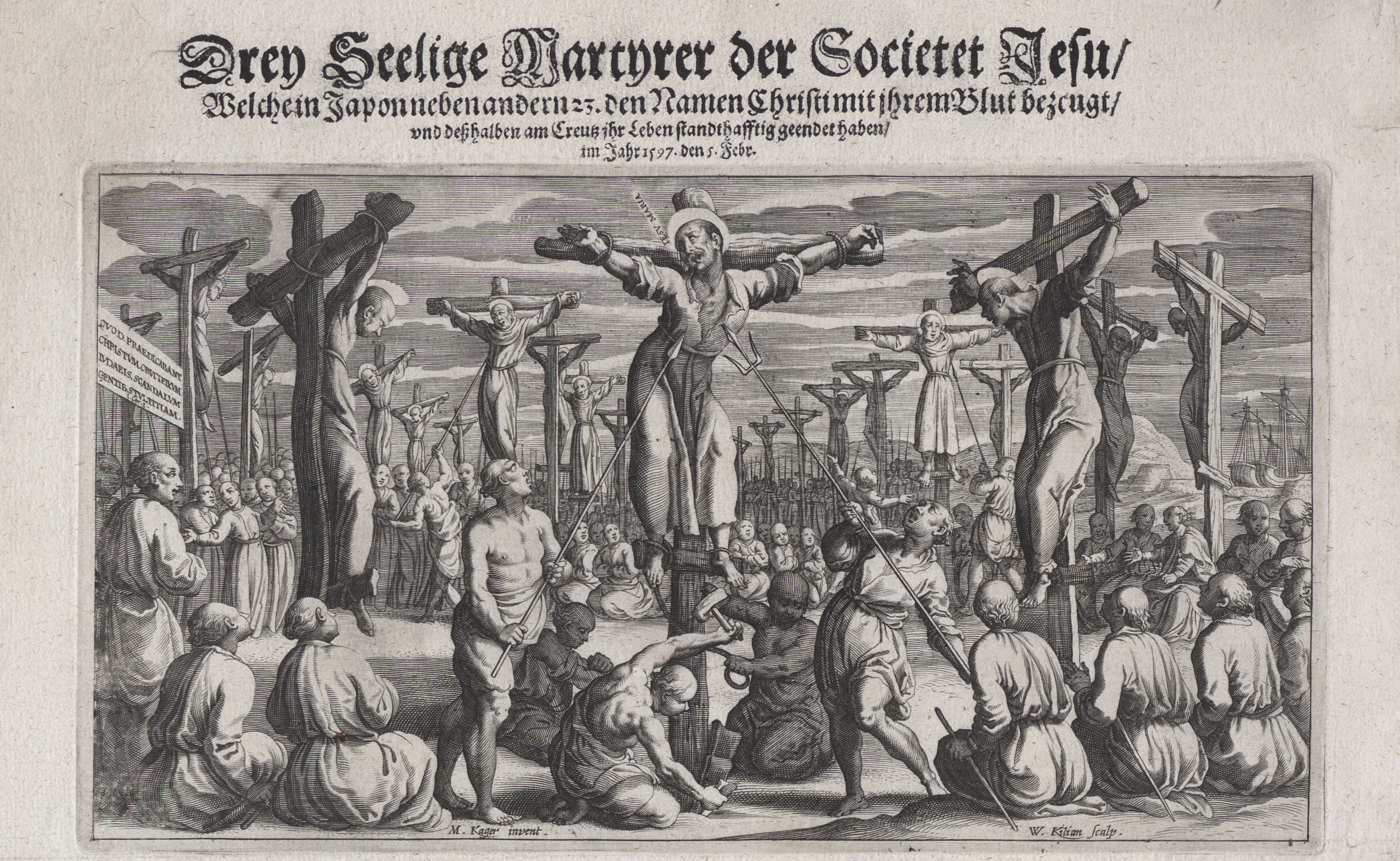
Les 26 crucifiés de Nagasaki (gravure de 1628)

Les dits 26 Martyrs du Japon sont un groupe de Catholiques qui, le 5 février 1597, à Nagasaki au Japon, furent crucifiés en répression de la foi chrétienne, sur l'ordre du daimyo Toyotomi Hideyoshi. Ils étaient vingt-six — en grande majorité Japonais — et formaient un groupe très varié de jeunes et de vieux, de prêtres, religieux et laïcs, franciscains et jésuites.
Ce premier supplice a été suivi par le « Grand martyre » du 10 septembre 1622, également à Nagasaki, au cours duquel vingt-trois chrétiens furent brûlés au poteau et vingt-deux décapités, puis par les « seize martyrs dominicains » exécutés à Nagasaki entre 1633 et 1637. Ils sont commémorés le 6 février selon le Martyrologe romain.

## Le contexte
Saint François Xavier avait débarqué en août 1549, à Kagoshima, afin d'évangéliser les Japonais. Avec lui, et à sa suite, de nombreux Jésuites et Franciscains réussirent à répandre le christianisme dans le pays, en même temps qu'ils créaient des écoles, des paroisses, et des hôpitaux.
Quelques décennies après, pour des motifs à la fois religieux et politiques, les missionnaires et les Japonais qui étaient devenus catholiques furent durement persécutés de 1597 jusqu'en 1637.
Le shogun cherchait à la fois à unifier le pays et à lutter contre les puissances religieuses locales. Il s'en prit donc aux chrétiens qui représentaient à ses yeux une insupportable influence étrangère. Les missionnaires ayant été expulsés, le christianisme implanté devint clandestin. Mais dix ans plus tard, la persécution des chrétiens reprit et en février 1597, vingt-six d'entre eux seront arrêtés et exécutés.

## Les martyrs

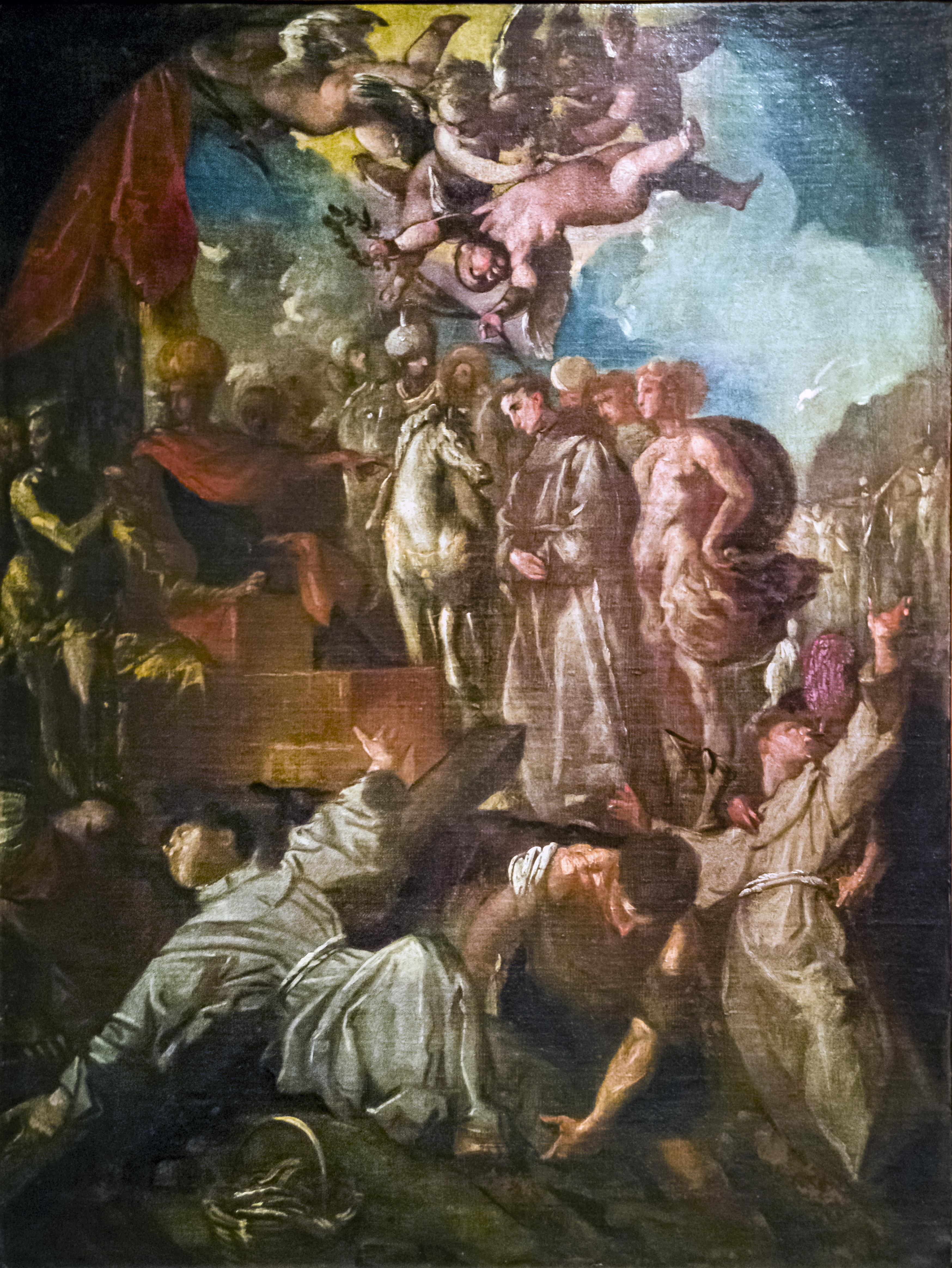
Martyre des Franciscains à Nagasaki - Francesco Maffei

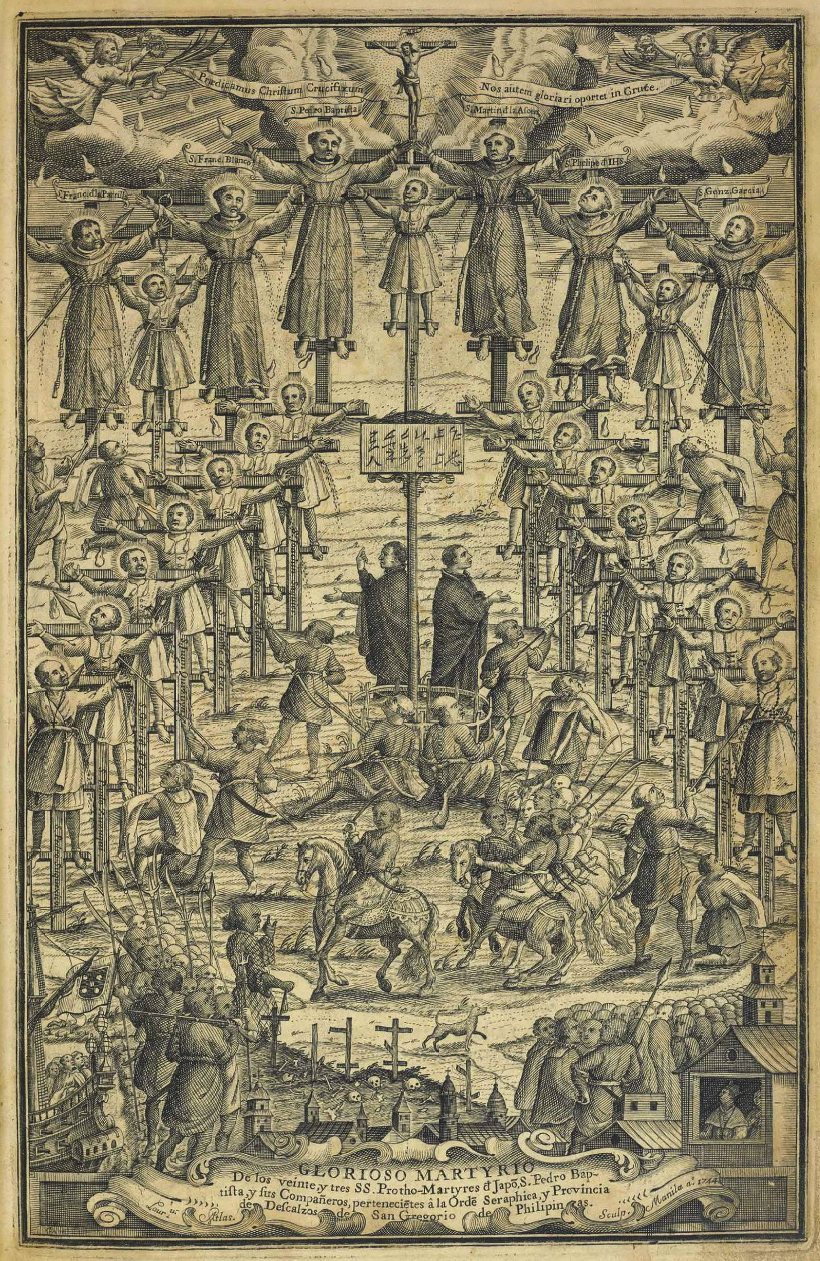
San Pedro Bautista y compañeros franciscanos mártires de Japón, gravure de Laureano Atlas (1744) représentant les vingt-six martyrs.

Parmi ces vingt-six martyrs, crucifiés sur une colline de Nagasaki, face à la mer, se trouvaient :
- Paul Miki, fils de militaire, scolastique jésuite japonais.
- Deux frères jésuites, Jean Soan (dit Jean de Goto) et Jacques Kisaï, tous deux catéchistes.
- Six Franciscains : 
  - Pierre Baptiste Blásquez, provincial franciscain au Japon
  - Martin de l'Ascension Aguirre, professeur de théologie
  - François Blanco, prêtre
  - Philippe de Jésus, frère
  - Gonçalo Garcia, frère indien (de Bassein, Bombay)
  - François de Saint-Michel, frère
- Dix-sept laïcs Tertiaires Franciscains, membres de la communauté de Méaco :
  - Côme Takeya Sozaburō,
  - Michel Cozaki et son fils Thomas Cozaki (enfant de chœur de 15 ans)
  - Paul Ibaraki,
  - Louis Ibaraki (enfant de chœur de 11 ans),
  - Léon Carasumo (catéchiste et interprète),
  - Bonaventure de Miyako,
  - Joachim Sakakibara (médecin),
  - François de Miyako (médecin),
  - Thomas Dauki (interprète),
  - Jean Kinuya,
  - Gabriel de Duisco,
  - Paul Suzuki (catéchiste et interprète),
  - François Danto (Jeune néophyte)
  - Pierre Sukejiro,
  - Mathias Miyakolainen,
  - Antoine Deynan (enfant de chœur de 13 ans).

Après les avoir torturés et exhibés pour l'exemple de ville en ville, ils arrivèrent sur une colline proche de Nagasaki où ils furent suspendus à un gibet en forme de croix, du haut duquel ils continuèrent à chanter des psaumes et à proclamer l'Évangile, jusqu'à ce qu'ils soient transpercés d'un coup de lance.

## Béatification, canonisation et fête
Ils furent tous béatifiés en 1627 par le Pape Urbain VIII et canonisés le 8 juin 1862 par le Pape Pie IX. Liturgiquement, ils sont commémorés ensemble le 6 février. À Nishizaka, la colline où les martyrs furent crucifiés, on trouve un monument représentant les martyrs, ainsi qu’une chapelle moderne et un musée abritant des souvenirs de l’époque. Le 10 juin 2012, la Conférence des évêques catholiques du Japon a désigné « haut lieu de pèlerinage national », le site de leur crucifixion.

## Vénération

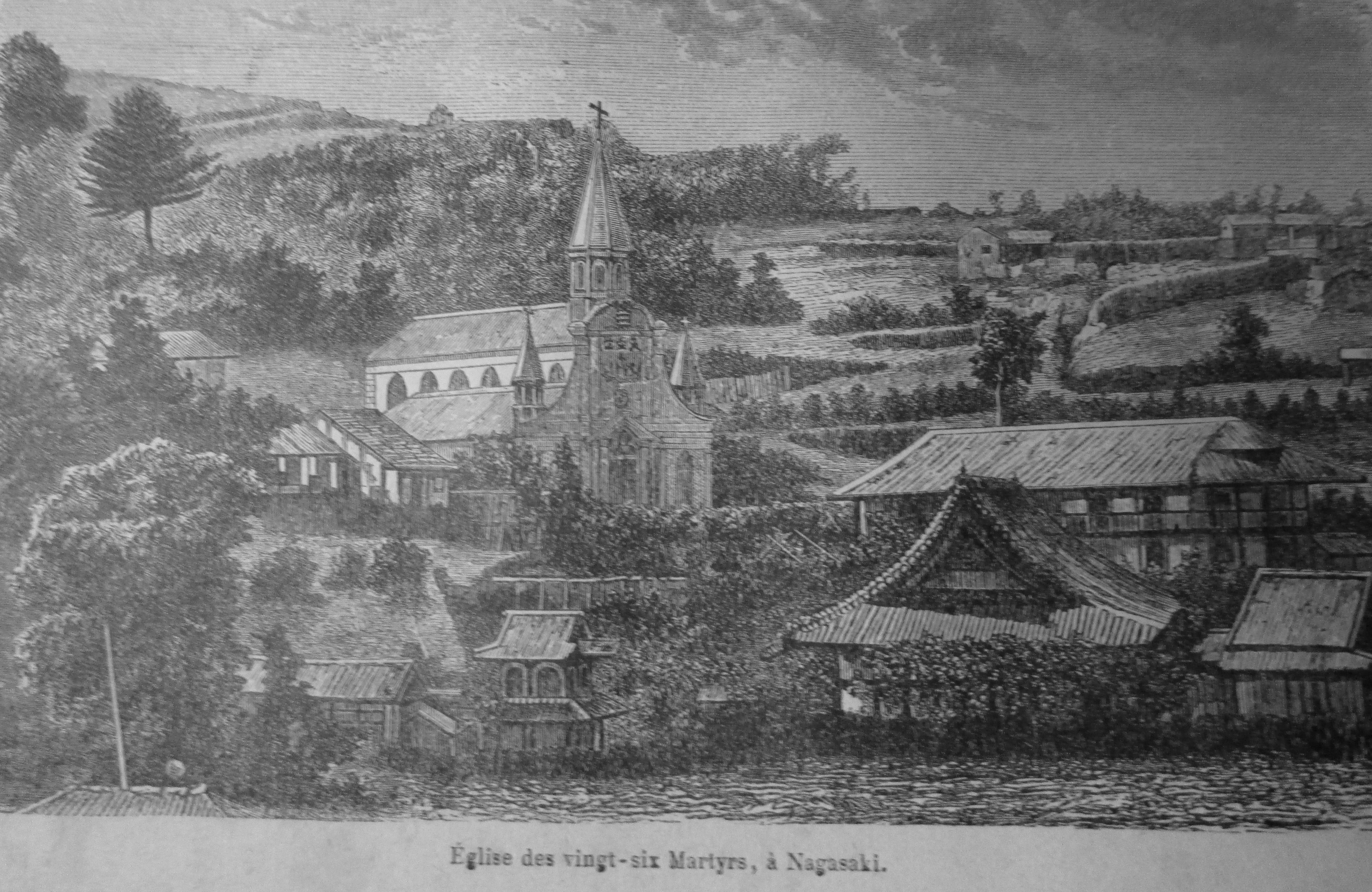
Vue de l'ancienne église des Vingt-Six-Martyrs, vers 1885, à Nagasaki.

- Un monument a été érigé à la mémoire de Paul Miki et de ses compagnons à Nagasaki.
- En France deux lieux sont dédiés à la mémoire des saints japonais :
  - à Paris, au siège des Jésuites, l’église Saint-Ignace. Voir le tableau, La canonisation des martyrs du Japon par Jules Vibert, 1868, dans la chapelle des Martyrs.
  - à Cambrai, à la chapelle des Jésuites.